# Medizinische Universität Nara
Koordinaten: 34° 30′ 14,5″ N, 135° 47′ 37,3″ O

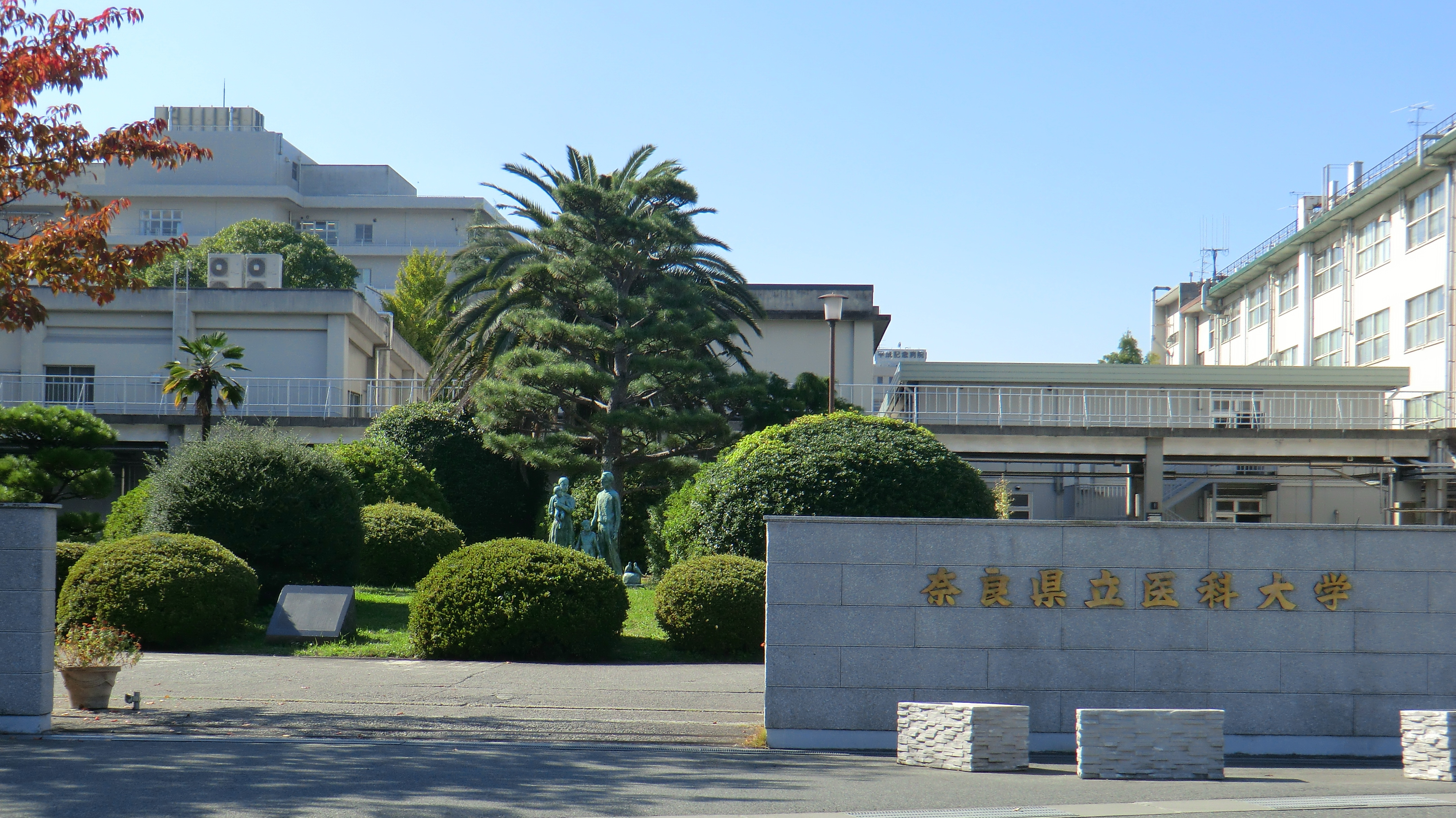
Haupteingang (2014)

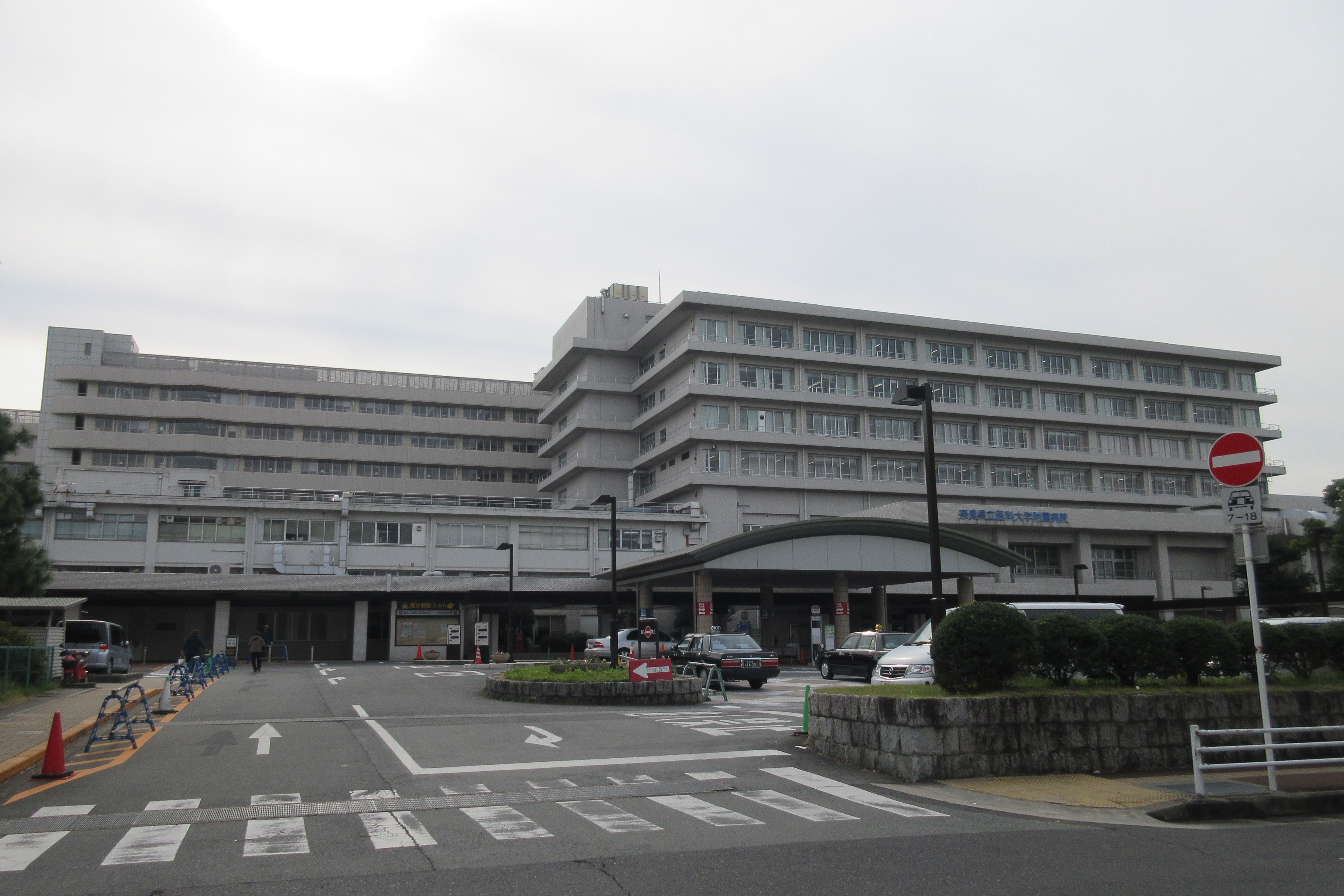
Universitätsklinikum (2015)

Die Medizinische Universität Nara (jap. 奈良県立医科大学, Nara-kenritsu ika daigaku, wörtlich „Präfekturale Medizinische Universität Nara“; engl. Nara Medical University) ist eine öffentliche Universität in Kashihara in der Präfektur Nara (Japan).
Sie wurde 1945 als Präfekturale Medizinische Fachschule Nara (奈良県立医学専門学校, Nara-kenritsu igaku semmon gakkō) gegründet, um mit kürzerer Dauer Militärärzte auszubilden. 1947 nach dem Pazifikkrieg entwickelte sie sich zur Medizinischen Universität Nara. Bis 2025 wird die Universität in den neuen Campus (34° 29′ 59,2″ N, 135° 47′ 6,1″ O) umziehen, in die Nähe vom Mausoleum vom Tennō Jimmu. Das Universitätsklinikum wird im jetzigen Campus bleiben.

## Fakultäten
- Fakultät für Medizin
  - Abteilung für Medizin
  - Abteilung für Krankenpflege

## Bekannte Absolventen
- Osamu Tezuka (1928–1989), Mangaka